# Горан Пековић
Горан Пековић (Београд, 24. мај 1962) српски је универзитетски професор, продуцент и глумац. Редовни је професор Факултета драмских уметности у Београду.

## Биографија
Горан Пековић је рођен 24. маја 1962. године у Београд где се и школовао. Основне студије Филмске и телевизијске продукције је завршио на Факултету драмских уметности у Београду где је и магистрирао у области комуникологије. 
На Факултету драмских уметности у Београду је запослен од 1990. године и прошао је сва звања од асистента приправника до редовног професора. Координатор је Мастер студија „Реклама и медији”, чији је и аутор. Идејни је творац, оснивач и први ментор фестивала „Продуцентски дан” који се са успехом одржава од 2006. године. У периоду од 2009. до 2018. био је шеф Катедре за филмску и телевизијску продукцију, а од 2017. до 2018. и председник Уметничког већа факултета.
Бавио се продукцијом, режијом, глумом, копирајтингом и креативном дирекцијом. Пре почетка рада на ФДУ био је продуцент Студија Б и Телевизије Београд. Продуцирао је неколико стотина рекламних спотова, а за бројне био и копирајтер и креативни директор. Био је продуцент и главни организатор играних телевизијских емисија и документарних филмова, као и серије емисија Уметничка радионица у продукцији ФДУ. За Специјалну Олимпијаду у Лос Анђелесу 2015. године осмислио је и продуцирао кампању и музички спот екипе Србије „Ми смо већ победили”. Био је креативни продуцент за продукцију два вирала за компанију Кока кола које је реализовао са својим студентима. Као ментор и извршни продуцент реализовао је са студентима пет телевизијских драма у сарадњи са РТС-ом. Водио је Центар за професионални развој Универзитета уметности и маркетинг Метро ТВ мреже.
У периоду од 1994. до 2009. године, активно се бавио синхронизацијом реклама и цртаних филмова као продуцент, редитељ и глумац. Био је члан синхронизацијске групе "Voice" познатије као Квартет Амиго, која је радила за БК ТВ, First Production и Tuck. Позајмио је свој глас бројним популарним ликовима попут Фреда Кременка, Мајстора Боба, Бетмена, Екшн мена, Душка Дугоушка, Нинџа корњача и других, по чему је и данас препознатљив.
Аутор је запажених пројеката из области културе и медија везаних за едукацију директора институција културе и локалних медија у Србији и Црној Гори. Иницијатор је и координатор бројних истраживања везаних за јавне и комерцијалне телевизије у Србији, као и значајних акција везаних за медијско законодавство у Србији. Као председник радне групе за професионални развој Министарства културе Републике Србије, креатор је пројекта „Национални програм професионалног развоја у култури и медијима” подржан од стане УНЕСКО. Био је председник Надзорног одбора Сава центра и члан комисије за културу града Београда, као и комисије за доделу награде града Београда. Више година је био председник жирија за доделу награде најбољој сајамској презентацији на Међународном сајму књига у Београду и члан комисија за израду Закона о оглашавању. Kao члан жирија Друштва Србије за односе с јавношћу, додељивао је годишње награде током 2017. и 2018. године. Члан комисије Филмског центра Србије за развој пројеката био је током 2018. години. Био је члан савета Регулаторног тела за електронске медије (РЕМ) од 2009. до 2020. године. У оквиру своје хуманитарне активности председавао је управним одборима, организације „Специјална Олимпијада Србије” од 2015. до 2020. и удружења за помоћ особама са сметњама у развоју „Живимо заједно” од 2016. године.
Као предавач по позиву држао је предавања на више међународних факултета. Оснивач је смера Продукција умјетности, Академије умјетности у Бања Луци, где је три године био и предавач. Аутор је књиге „Менаџмент комерцијалне телевизије” и коаутор књиге „Медијска писменост и цивилно друштво”. Објављивао је текстове у зборницима и часописима који третирају проблеме телевизијског менаџмента и маркетинга, медијског законодавства, оглашавања, медијске писмености и професионалног развоја у култури. Радови су му превођени на енглески, руски, немачки, француски и мађарски. Уређивао је едицију „Маркетинг у уметности и медијима” Института за позориште, филм, радио и телевизију.
Као директора Центра за професионални развој Универзитета уметности покренуо је бројне активности и капиталне пројекте у области професионалног развоја и едукације. Оснивач је Интердисциплинарних специјалистичких студија Универзитета уметности. Аутор је и координатор првих интердисциплинарних студија "Извештавање" које су реализоване у сарадњи са Факултетом политичких наука и Универзитетским колеџом из Осла.
Посебно се истиче успешни развој последипломских студија „Реклама и медији”. Као креатор овог програма успео је да поред званичне акредитације обезбеди и лиценцу Међународне асоцијације оглашивача (IAA). Под његовим вођством студије Реклама и медији су постале међународно препознат и награђиван програм а студенти су шест година за редом освајали највеће студентске светске награде у области оглашавања. Награђен је Сребрном медаљом Универзитета уметности као и годишњом наградом УЕПС-а. За студије са најуспешнијим студентским остварењима примио је у Уједињеним нацијама у Њујорку две године за редом IAA-DENTSU награду. Добитник је Спомен плакете за допринос стварању Студија Б.
У браку је са глумицом Виолетом Пековић, такође чланицом групе Квартета Амиго, од 18. децембра 1992. године. Са њом има сина Вида. Живи у Београду.

## Филмографија

### Продуцент
- Епепељуга (1989)
- Уметничка радионица ФДУ - циклус емисија (1998)
- Желим(м)ир (2007)
- Цимери (2008) — такође и писац (супервизор)
- Љубав и мода: Еуроштикла (2009) — такође и писац (супервизор)
- Нова шанса (2010)
- Европа, ех та Европа (2010)
- Породица Класић (2011) — такође и писац (супервизор)
- Принудно слетање (2012) — такође и писац (супервизор)
- Кока кола - Замисли свет без шећера (2012)
- Made in Србија (2013) — такође и писац (супервизор)
- Кока кола - Буди херој дана (2013)
- Митићи — ДНК: Да није комшијин? (2014) — такође и писац (супервизор)
- Хоћу кусур, нећу жваку (2015) — такође и писац (супервизор)
- Специјална Олимпијада: Ми смо већ победили-музички спот (2015)
- Пар и непар (2016) — такође и писац (супервизор)
- Света Куманица (2016) — супервизор продукције
- Мајстор Мајнд (2017) — такође и писац (супервизор)
- Брачне кризе (2017) — такође и писац (супервизор)
- Мрњавчевићи: Кад гусле утихну (2018) — такође и писац (супервизор)
- Павиљони (2018)
- Београдска трилогија (2018)
- Не играј на Енглезе (2018)
- Анђела (2019)
- Круг двојке - глумци (2019)
- Пролеће у јануару (2019)

### Глумац
- Дошло доба да се љубав проба као Ћора (1980)
- Љуби, љуби, ал' главу не губи као Ћора (1981)
- Седам секретара СКОЈ-а као Земунац (1981)
- Не тако давно (1984)